# 边巴扎西 (1974年)
边巴扎西（1974年5月—），藏族，西藏自治区萨迦县人，中华人民共和国政治人物。

## 生平
1974年5月，边巴扎西出生在西藏自治区萨迦县。
1989年，边巴扎西考入西藏农牧学院农学系农学专业学习，1993年毕业后分配至萨迦县雄玛乡人民政府成为一名科员，次年9月转任萨迦县农牧局的一名科员，1997年3月升任副局长，1997年6月加入中国共产党。1997年12月，边巴扎西调任萨迦县计划经济委员会（萨迦县发展改革委员会）副主任，2003年7月升任主任。
2005年10月，边巴扎西调任仁布县人民政府党组成员、副县长，2011年6月兼任中共昂仁县委副书记。
2015年6月，边巴扎西出任中共谢通门县委书记。
之后，边巴扎西出任中共日喀则市委常委、统战部部长，市政协党组副书记。

### 落马
2024年6月8日，边巴扎西涉嫌严重违纪违法接受西藏自治区纪委监委纪律审查和监察调查。